# G. Dallas Hanna
Pour les articles homonymes, voir Hanna.
G. Dallas Hanna est un zoologiste, malacologiste, paléontologue et inventeur américain, né le 24 avril 1887 à Carlisle (Arkansas) et mort le 20 novembre 1970 en Californie.

## Biographie
Il fait des études à l'Université du Kansas où il obtient son Bachelor of Arts en 1911 et son Master of Arts en 1913. Il soutient une thèse à l’université George Washington en 1918. Hanna travaille d’abord comme assistant au service des pêches de 1911 à 1919 avant de devenir conservateur de paléontologie à la California Academy of Sciences, fonction qu’il conserve jusqu’en 1970.
Il fait de nombreuses expéditions (Alaska, Guadeloupe...). Il fait partie de plusieurs sociétés savantes dont le Cooper Ornithological Club. Avec Leo George Hertlein (1898-1972), Archibald McClure Strong (1876-1951) et Allyn Goodwin Smith (1893-1976), il fait paraître des articles sur les mollusques de l’Amérique de l’ouest. Il étudie également les foraminifères.

## Source
- Robert Tucker Abbott (1974). American Malacologists. A National Register of Professional and Amateur Malacologists and Private Shell Collectors and Biographies of Early American Mollusk Workers Born Between 1618 and 1900, American Malacologists (Falls Church, Virginie) : iv + 494 p.  (ISBN 0-913792-02-0)